# 아시아드경기장역
아시아드경기장(공촌사거리)역(Asiad Stadium(Gongchon Sageori)Station, 아시아드競技場(公村四거리)驛)은 인천광역시 서구 연희동에 위치한 인천 도시철도 2호선의 전철역이다. 역 인근에 인천아시아드주경기장, 공촌사거리, 연희동 행정복지센터 등이 있다. 이 역부터 남동구청역까지 지하 구간이다.

## 특징
본래 이 곳의 역명은 대중성 및 인접성을 감안했을 때, 공촌사거리역, 공촌역, 연희역 등이 가장 적합한 역명이어야 하나, 온오프라인에서 여론을 수렴한 결과 인천에서 열렸던 2014년 아시안 게임이라는 기념비적인 사실을 남기고자 한다는 취지로 아시아드경기장역으로 결정된 것으로 전해진다. 이에, 역명은 아시아드경기장역으로 정해졌으나, 실제로 인천아시아드주경기장과는 1.4km 떨어져 있어 접근성이 매우 떨어진다. 서울 지하철 6호선 월드컵경기장역은 서울월드컵경기장 바로 옆에 붙어있고, 대전 도시철도 1호선 월드컵경기장역 역시 대전월드컵경기장과 570m 정도 밖에 떨어져 있지 않은 반면에, 이 역은 인천아시아드주경기장과 1.4km나 떨어져 있다.
이 역은 역명과는 달리 인천아시아드주경기장과는 많이 떨어져 있고 공촌사거리 옆에 역이 있다. 이 역에서 인천아시아드주경기장까지 시내버스로 환승하여 접근할 수 있으나, 이 역의 4번 출구에서 도보로 약 268m 이동하여 공촌사거리 버스정류장에서 111-2번 시내버스에 승차하여 한 정류소를 지난 뒤 우성아파트시내버스 정류장에서 내려서 안으로 1km 가까이 걸어가야 하기 때문에 접근하는 방법이 어려운 편이며, 오히려 인천국제공항철도와 인천 도시철도 2호선의 환승역인 검암역에서 내려서 검암역 입구 시내버스 정류장에서 43-2번이나 17-1번 시내버스로 환승하여 인천아시아드주경기장 4번 출입구 시내버스 정류장에서 내려서 약 400m 도보로 접근하는 것이 오히려 더 편리하다.

## 역사
- 2015년 10월 5일 : 아시아드경기장(공촌사거리)역으로 역명 결정[1]
- 2016년 7월 30일 : 인천 도시철도 2호선 개통과 함께 영업 개시[2]

## 역 구조
2면 2선의 상대식 승강장을 갖추고 있으며, 스크린도어가 설치되어 있다. 출구는 4개가 있다.

### 승강장
| 검바위 ↑ |
| \| 상    |
| ↓ 서구청 |

| 상행 | ● 인천 도시철도 2호선 | 검암 · 검단오류 방면                                            |
| 하행 | ● 인천 도시철도 2호선 | 서구청 · 석남 · 주안 · 만수 · 남동구청 · 인천대공원 · 운연 방면 |

- 대합실을 통하여 반대편 승강장으로 이동할 수 있다.

## 역 주변
| 나가는 곳 | 방면                                                                                            |
| --------- | ----------------------------------------------------------------------------------------------- |
| 1         | 샛말 공촌사거리 대인고등학교                                                                    |
| 2         | 연희동행정복지센터 서곶근린공원 인천서부경찰서 인천공촌초등학교 인천심곡초등학교 인천서부소방서 |
| 3         | 인천아시아드주경기장 서인천세무서 서곶중학교 인천디자인고등학교 서구청                          |
| 4         | 인천아시아드주경기장 공촌사거리 서구자원봉사센터 인천검암동우체국 서곶지구대                    |

## 인접한 역
| 인천 도시철도 2호선       | 인천 도시철도 2호선   | 인천 도시철도 2호선   |
| ------------------------- | --------------------- | --------------------- |
| I208 검바위 검단오류 방면 | ● 인천 도시철도 2호선 | I210 서구청 운연 방면 |

## 사진

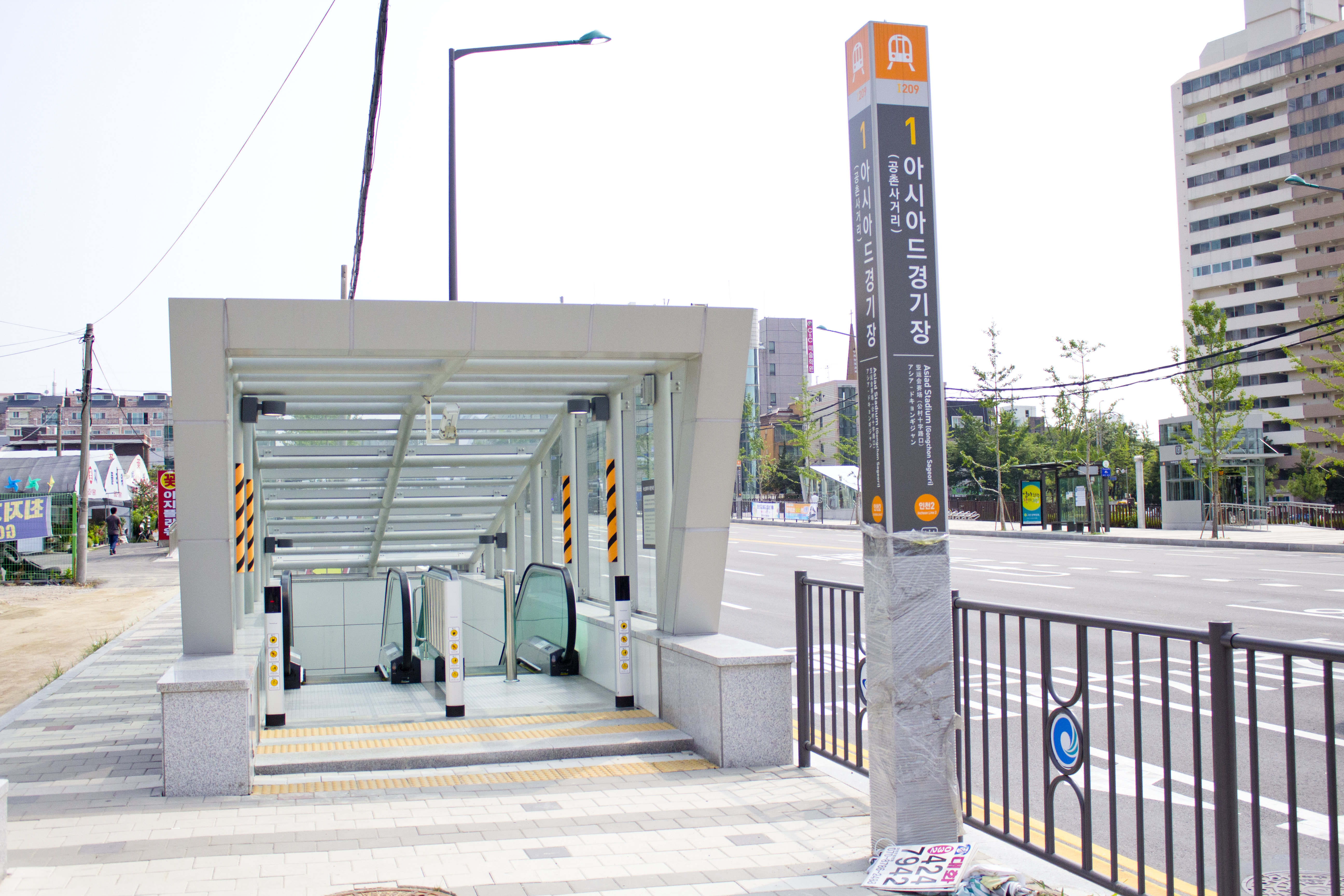
인천2호선 아시아드경기장역 1번출구
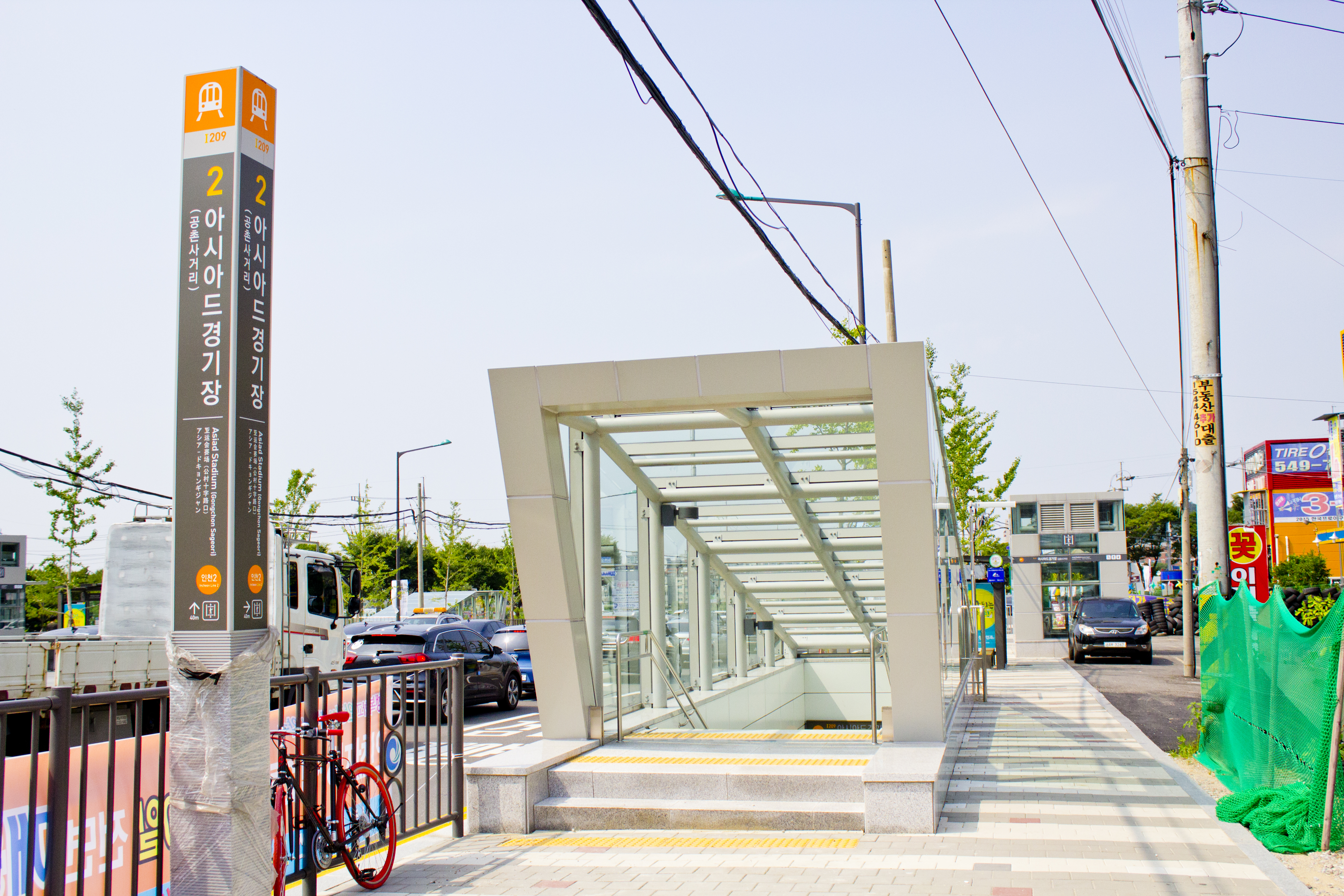
인천2호선 아시아드경기장역 2번출구
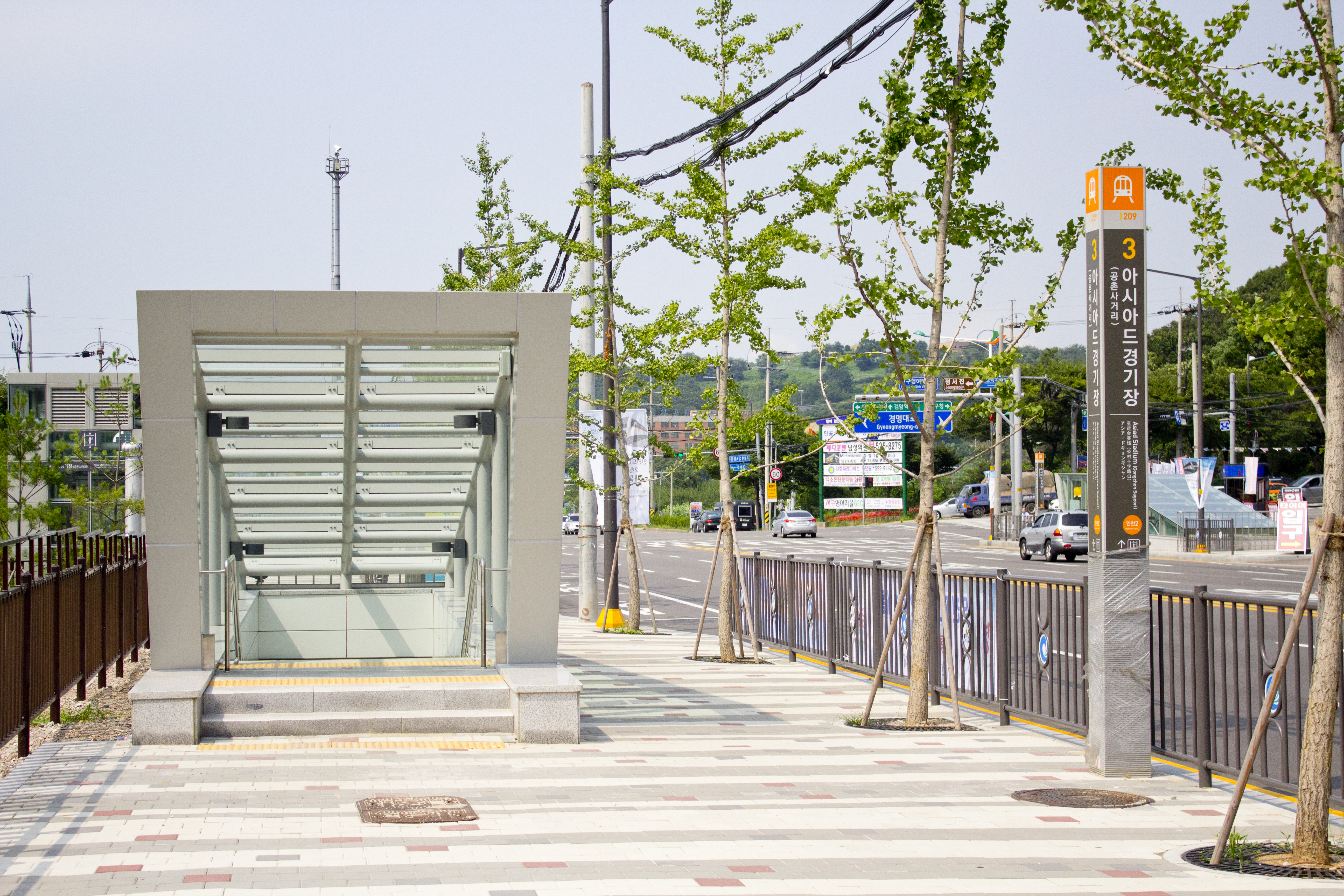
인천2호선 아시아드경기장역 3번출구
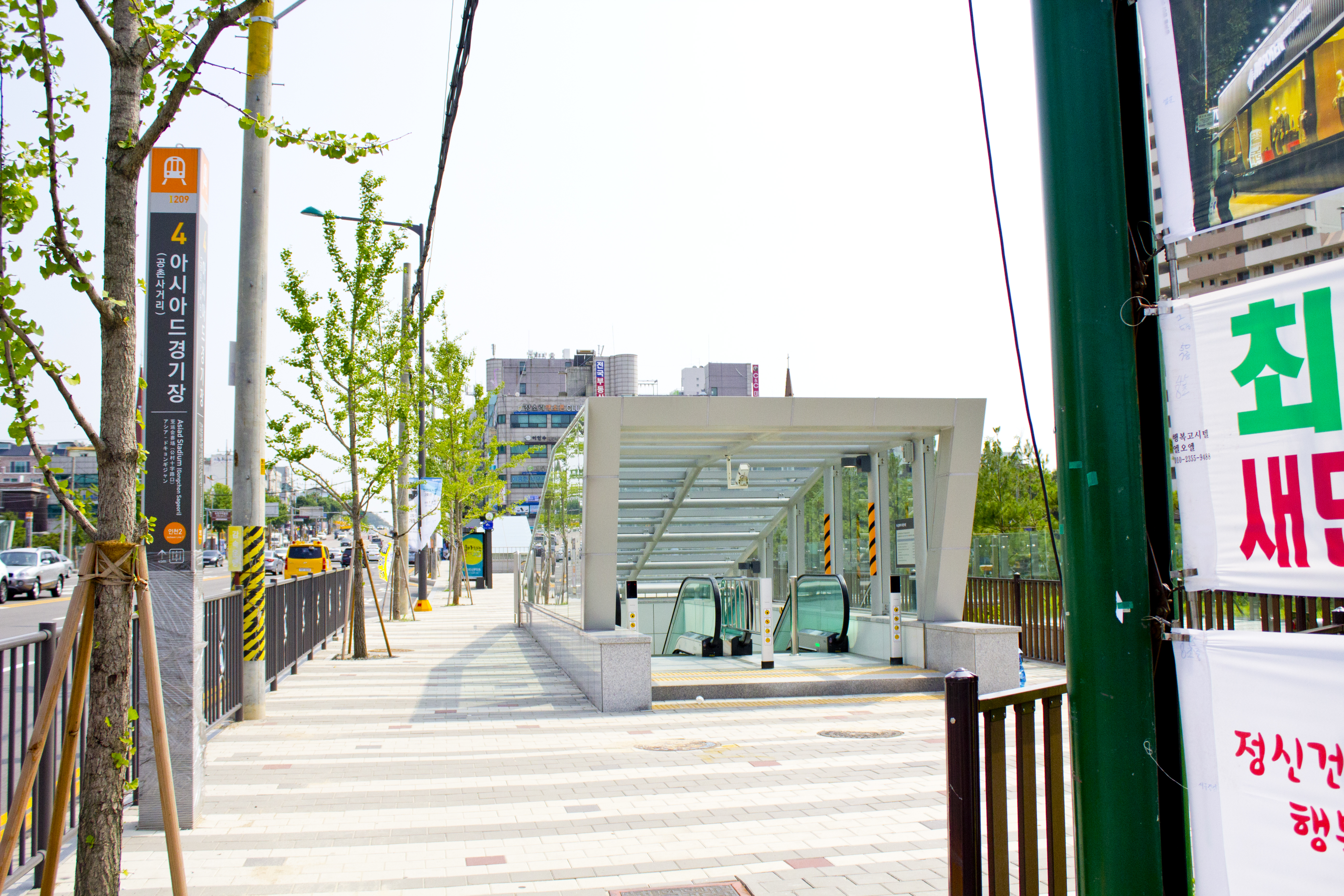
인천2호선 아시아드경기장역 4번출구